# Kvällsjön, Värmland
Kvällsjön är en sjö i Torsby kommun i Värmland och ingår i Göta älvs huvudavrinningsområde. Sjön är 5,5 meter djup, har en yta på 0,437 kvadratkilometer och är belägen 132 meter över havet. Vid provfiske har bland annat abborre, braxen, gers och gädda fångats i sjön.

## Delavrinningsområde
Kvällsjön ingår i det delavrinningsområde (669547-134282) som SMHI kallar för Utloppet av Aspsjön. Medelhöjden är 252 meter över havet och ytan är 34,52 kvadratkilometer. Räknas de 11 avrinningsområdena uppströms in blir den ackumulerade arean 300,81 kvadratkilometer. Mangslidälven som avvattnar avrinningsområdet har biflödesordning 3, vilket innebär att vattnet flödar genom totalt 3 vattendrag innan det når havet efter 385 kilometer. Avrinningsområdet består mestadels av skog (80 procent). Avrinningsområdet har 1,59 kvadratkilometer vattenytor vilket ger det en sjöprocent på 4,6 procent.

## Fisk
Vid provfiske har följande fisk fångats i sjön:
- Abborre
- Braxen
- Gärs
- Gädda
- Löja
- Mört
- Nors